# I Wanna Be with You (album Mandy Moore)
I Wanna Be with You è il secondo album in studio della cantante statunitense Mandy Moore, pubblicato il 9 maggio 2000 dall'etichetta discografica Epic Records.
L'album presenta canzoni inedite, nonché i singoli estratti dall'album precedente So Real e alcuni remix. Il singolo inedito estratto è I Wanna Be with You, facente parte della colonna sonora del film Center Stage, che ha ottenuto buone critiche e successo commerciale.

## Tracce
1. I Wanna Be with You – 4:13 (Tiffany Arbuckle, Shelly Peiken, Keith Thomas, Dominic Riccitello)
2. Everything My Heart Desires – 3:41 (Karsten Dahlgaard, Michael Jay, Johnny Pedersen)
3. Want You Back – 3:18 (Lisa Lindebergh, Peter Mansson)
4. The Way to My Heart – 3:39 (Lisa Lindebergh, Peter Mansson, Paul Rein)
5. So Real (Wade Robson Remix) – 3:44 (Tony Battaglia, Shaun Fisher)
6. Lock Me In Your Heart – 3:33 (Tony Battaglia, Shaun Fisher)
7. Walk Me Home – 4:22 (Tony Battaglia, Shaun Fisher)
8. I Like It – 4:26 (Howie Dorough, Mike Lorello, Tony Moran, Denise Rich)
9. So Real – 3:50 (Tony Battaglia, Shaun Fisher)
10. Candy (Wade Robson Remix) – 3:38 (Tony Battaglia, Dave Katz, Jive Jones, Denise Rich)
11. Your Face – 4:17 (David Rice, Mark Stevens)
12. I Wanna Be with You (Soul Solution Remix) – 4:19 (Tiffany Arbuckle, Shelly Peiken, Keith Thomas, Dominic Riccitello)

Versione europea
1. I Wanna Be with You – 5:02 (Tiffany Arbuckle, Shelly Peiken, Keith Thomas, Dominic Riccitello)
2. Candy – 3:55 (Tony Battaglia, Dave Katz, Jive Jones, Denise Rich)
3. What You Want – 3:41 (Tony Battaglia, Shaun Fisher, Skip Masland)
4. So Real – 3:50 (Tony Battaglia, Shaun Fisher)
5. Everything My Heart Desires – 3:41 (Karsten Dahlgaard, Michael Jay, Johnny Pedersen)
6. Want You Back – 3:18 (Lisa Lindebergh, Peter Mansson)
7. The Way to My Heart – 3:40 (Lisa Lindebergh, Peter Mansson, Paul Rein)
8. Lock Me In Your Heart – 3:32 (Tony Battaglia, Shaun Fisher)
9. Telephone (Interlude)/Quit Breaking My Heart – 4:08 (Tony Battaglia, Shaun Fisher)
10. Walk Me Home – 4:23 (Tony Battaglia, Shaun Fisher)
11. Love You For Always – 3:21 (Tony Battaglia, Shaun Fisher)
12. I Like It – 4:26 (Howie Dorough, Mike Lorello, Tony Moran, Denise Rich)
13. Your Face – 4:17 (David Rice, Mark Stevens)

Versione giapponese
1. I Wanna Be with You – 4:13 (Tiffany Arbuckle, Shelly Peiken, Keith Thomas, Dominic Riccitello)
2. Candy – 3:56 (Tony Battaglia, Dave Katz, Jive Jones, Denise Rich)
3. So Real – 3:51 (Tony Battaglia, Shaun Fisher)
4. What You Want – 3:42 (Tony Battaglia, Shaun Fisher, Skip Masland)
5. Walk Me Home – 4:23 (Tony Battaglia, Shaun Fisher)
6. Lock Me In Your Heart – 3:31 (Tony Battaglia, Shaun Fisher)
7. Telephone (Interlude) – 0:15
8. Quit Breaking My Heart – 3:53 (Tony Battaglia, Shaun Fisher)
9. Let Me Be the One – 3:50 (Ian Foster)
10. Not Too Young – 3:52 (Tony Battaglia, Obie Morant)
11. I Like It – 4:26 (Howie Dorough, Mike Lorello, Tony Moran, Denise Rich)
12. Love You For Always – 3:22 (Tony Battaglia, Shaun Fisher)
13. Everything My Heart Desires – 3:41 (Karsten Dahlgaard, Michael Jay, Johnny Pedersen)
14. Want You Back – 3:18 (Lisa Lindebergh, Peter Mansson)
15. The Way to My Heart – 3:39 (Lisa Lindebergh, Peter Mansson, Paul Rein)
16. Your Face – 4:17 (David Rice, Mark Stevens)
17. Quit Breaking My Heart (Reprise) – 1:01 (Tony Battaglia, Shaun Fisher)

## Successo commerciale
I Wanna Be with You ha esordito al 21º posto della Billboard 200 con 58 000 copie vendute, segnando il suo secondo ingresso nella top 40 della classifica statunitense. L'album è rimasto 28 settimane in classifica ed è certificato disco d'oro.

## Classifiche

### Classifiche settimanali
| Classifica (2000) | Posizione massima |
| ----------------- | ----------------- |
| Giappone          | 59                |
| Nuova Zelanda     | 6                 |
| Regno Unito       | 52                |
| Stati Uniti       | 21                |

### Classifiche di fine anno
| Classifica (2000) | Posizione |
| ----------------- | --------- |
| Stati Uniti       | 162       |